# Soyuz TMA-12
Soyuz TMA-12 foi uma missão da Soyuz à Estação Espacial Internacional (ISS), sendo a 99ª missão tripulada do programa Soyuz. Lançada do Cosmódromo de Baikonur em 8 de abril de 2008, acoplou com a ISS no dia 10 de abril. A missão permaneceu em órbita até 24 de outubro de 2008.

## Tripulação

### Tripulação lançada na Soyuz TMA-12
| Posição                      | Tripulante                                      | Duração          | Pousou na    |
| ---------------------------- | ----------------------------------------------- | ---------------- | ------------ |
| Comandante                   | Sergei Volkov                                   | 198d 16h 20m 11s | Soyuz TMA-12 |
| Engenheiro de voo            | Oleg Kononenko                                  | 198d 16h 20m 11s | Soyuz TMA-12 |
| Participante do voo espacial | Yi So-Yeon Primeira astronauta da Coreia do Sul | 10d 21h 13m 05s  | Soyuz TMA-11 |

### Tripulação retornada na Soyuz TMA-12
| Posição           | Tripulante       | Duração          | Lançou na    |
| ----------------- | ---------------- | ---------------- | ------------ |
| Comandante        | Sergei Volkov    | 198d 16h 20m 11s | Soyuz TMA-12 |
| Engenheiro de voo | Oleg Kononenko   | 198d 16h 20m 11s | Soyuz TMA-12 |
| Turista espacial  | Richard Garriott | 11d 20h 35m 17s  | Soyuz TMA-13 |

## Parâmetros da Missão
- Massa: 7.200 kg
- Perigeu: 336 km
- Apogeu: 343 km
- Inclinação: 51,60°
- Período orbital: 91,30 minutos

## Missão
A nave levou  dois integrantes da Expedição 17 os cosmonautas russos Sergey Volkov e Oleg Kononenko e a primeira sul-coreana a viajar ao espaço, a doutora em ciências e cosmonauta Yi So-Yeon. A astronauta sul-coreana retornou com a tripulação da Expedição 16 na Soyuz TMA-11. A nave ficou acoplada à ISS durante toda a duração da Expedição 17 servindo como veículo de escape de emergência.
A Soyuz TMA-12 teve o mais jovem comandante da história do programa Soyuz-ISS, o russo Volkov, primeiro comandante da segunda geração de cosmonautas russos aos 35 anos, filho do ex-cosmonauta Aleksandr Volkov e levou a bordo o primeiro coreano ao espaço, a cosmonauta So-Yeon, graças ao programa conjunto entre a Agência Espacial Russa e o programa espacial coreano, que realizou experimentos científicos por onze dias na ISS.
O retorno ocorreu em 24 de outubro de 2008, quando além dos dois cosmonautas russos, que integravam a Expedição 17 da ISS, ela trouxe a bordo o turista espacial e programador de games para computadores Richard Garriott, que subiu ao espaço naquele mesmo mês, na missão Soyuz TMA-13.